# Paula Rodriguez Rust
Paula Rodriguez Rust   (1959) és una sociòloga estatunidenca que estudia l'orientació sexual, especialment la bisexualitat.
Rust és editora de Bisexuality in the United States i autora de Bisexuality and the Challenge to Lesbian Politics: Sex, Loyalty, and Revolution.

## Estudis i carrera professional
Rust va obtenir un doctorat i ès llicenciada en sociologia per la Universitat de Michigan el 1989. Ha impartit classes al Hamilton College i a la State University of New York a Geneseo. Rust és membre de l'Acadèmia Internacional d'Investigació Sexual (International Academy of Sex Research, IASR).
Ha estat crítica amb el treball de 2005 del psicòleg estatunidenc J. Michael Bailey, que no va detectar un patró d'excitació genital masculí clarament bisexual (tot i que el 2011 el laboratori de Bailey va informar de trobar-lo) i ha advocat per models més sofisticats de sexe, gènere i orientació sexual.

## Vida personal
Ella i la seva parella Lorna Rodriguez Rust tenen quatre fills. Rust forma part del grup especial de treball de Nova Jersey sobre l'assetjament escolar, la conscienciació i la prevenció del ciberassetjament.

## Selecció de publicacions
- «The Politics of Sexual Identity: Sexual Attraction and Behavior among Lesbian and Bisexual Women» (en anglès). Social Problems, 39(4), novembre 1992, pàg. 366-386.
- The Salience of Problematic Sexual Identity among Lesbians, Bisexual Women, and Lesbian Sadomasochists (en anglès).
- «Neutralizing the political threat of the marginal woman: Lesbians' beliefs about bisexual women» (en anglès). Journal of Sex Research, 30, 1993, pàg. 214-228.
- «Gay Culture in America: Essays from the Field» (en anglès). Contemporary Sociology, 22(2), 1993, pàg. 232-233.
- How Bisexuality Challenges Categories of Sexuality and Gender (en anglès).
- «Designing a Course on Sexuality: Issues, Problems, and Parameters» (en anglès). Critical Sociology, 20(3), 1994, pàg. 155-168.
- «Dual Attraction: Understanding Bisexuality» (en anglès). American Journal of Sociology, 100(3), novembre 1994, pàg. 851-853.
- From Biphobia to Bipride: Changes in Self-Identified Bisexual Women's Attitudes toward Themselves during a Decade of Growing Bisexual Political Activism (en anglès).
- Bisexuality and the Challenge to Lesbian Politics: Sex, Loyalty and Revolution (en anglès).  New York University Press, 1995. ISBN 978-0-8147-7445-8.
- «Managing multiple identities: Diversity among bisexual women and men». A: Bisexuality: The psychology and politics of an invisible minority (en anglès).  Thousand Oaks, CA: Sage Publications, Inc., 1996, p. 53-83.
- «Monogamy and polyamory: Relationship issues for bisexuals». A: Bisexuality: The psychology and politics of an invisible minority (en anglès).  Thousand Oaks, CA: Sage Publications, Inc., 1996, p. 127-148.
- «Sexual Identity and Bisexual Identities: The Struggle for Self-Description in a Changing Sexual Landscape». A: Queer Studies: A Lesbian, Gay, Bisexual and Transgendered Anthology (en anglès), 1996.
- «Identity Politics: Lesbian Feminism and the Limits of Community» (en anglès). Archives of Sexual Behavior, 26(5), octubre 1997, pàg. 564-567.
- Transgendered Bisexuals: An Identity Quadri-Lemma (en anglès).  Society for the Study of Social Problems (SSSP), 1998.
- «Lesbians in Academia: Degrees of Freedom». Gender & Society, 13(3), juny 1999, pàg. 419-420.
- «Bisexuality: A contemporary paradox for women» (en anglès). Journal of Social Issues, 56(2) Special Issue: Women's sexualities: New perspectives on sexual orientation and gender, estiu 2000, pàg. 205-221.
- Bisexuality in the United States: A social science reader (en anglès).  Columbia University Press, 2001. ISBN 978-0-231-10227-8.
- «Make Me a Map: Bisexual Men's Images of Bisexual Community» (en anglès). Journal of Bisexuality, 1, 2001, pàg. 47-108.
- «Too many and not enough: The meanings of bisexual identities» (en anglès). Journal of Bisexuality, 1, 2001, pàg. 33-68.